# سار استرالیایی
سار استرالیایی (نام علمی: Lamprotornis australis) نام یک گونه از سرده سارهای درخشان است.